# Hoefijzertijger
De hoefijzertijger (Nephrotoma appendiculata) is een tweevleugelige uit de familie langpootmuggen (Tipulidae). De soort komt voor in het Palearctisch gebied.

## Kenmerken
Volwassen exemplaren zijn tussen de 10 en 15 millimeter lang, de vleugellengte is ongeveer 10 tot 14 millimeter. De basiskleur is geel en verder zijn ze  deels roodachtig tot roodbruin van kleur, met zwarte aftekeningen. De antennes zijn volledig donker gekleurd op de kop, die geel en zwart is gemarkeerd. Elk van zijn ledematen draagt een krans van borstelharen, die bij beide geslachten langer is dan de bijbehorende ledemaat. De bovenzijde van het lichaamsgedeelte draagt de typische markeringen van het geslacht, bestaande uit drie brede zwarte longitudinale banden op het prescutum en scutum en twee van dergelijke banden op het postscutum. De laterale sclerieten zijn ook zwart gemarkeerd op een gele achtergrond, de anatergiet (onder het schildje) is altijd puur zwart. Het achterlijf is geel tot roodbruin met donkere lengtebanden aan de boven- en onderzijde, het sterniet van het eerste segment is altijd zuiver zwart. De opvallend brede dorsale donkere band (aan de bovenzijde) wordt is altijd nauw onderbroken aan de segmentranden. Er zijn meestal twee smalle, onderbroken lengtebanden aan de zijkanten, meestal opgedeeld in vlekken. De kristalheldere hyaliene vleugels zijn zwak bruin getint, de vleugelmarkering (pterostigma) kan zowel licht als donker zijn.
De soort lijkt sterk op verwante soorten, zoals Nephrotoma flavescens en kan alleen met zekerheid worden bepaald op basis van de vorm van de paringsorganen aan het uiteinde van de buik, vooral het hypopygium van het mannetje. Het is een van de soorten waarbij de uiteinden van de cerci van de vrouwtjes puntig zijn.
De larven van de soort hebben de typische vorm van de muggenlarven. Ze kunnen worden onderscheiden van sommige verwante soorten door het patroon van vlekken op het spiracle-veld aan het achterste uiteinde. Hun lengte is tot ongeveer 27 millimeter.

## Levenswijze
Het vrouwtje legt in de vroege zomer ongeveer 175 tot 275 eieren met de lange legboor in vochtige grond ongeveer 0,3 tot 1 centimeter onder het oppervlak. De eieren blijven gedurende de zomer liggen en komen tegen het einde van de zomer tot ontwikkeling. De jonge larven voeden zich met plantenresten, oudere larven voeden zich ook met plantenwortels en soms gekweekte planten. De larven van het laatste (vierde) stadium overwinteren en worden het volgende voorjaar weer actief. De verpopping vindt plaats in mei op het bodemoppervlak bij temperaturen rond de 21,5 °C. De imago's komen na 7 tot 8 dagen uit. De soort vliegt voornamelijk in mei en juni (soms al eind april tot begin juli). Imago's worden soms waargenomen op bloemen, vooral schermbloemigen, waar ze nectar nemen.

## Ecologie
De soort komt vooral voor in grasland, op hagen, bosranden of oevers. Het komt af en toe voor in bossen, maar is hier zeldzamer.

## Verspreiding
De soort komt voor in het grootste deel van Europa, alleen afwezig in Noord-Scandinavië en zeer zeldzaam in Ierland. Het komt ook voor in het Middellandse Zeegebied in het westen van Noord-Afrika. In het oosten wordt het verspreid over Klein-Azië, West- en Centraal-Azië (Kaukasus, Iran) tot China (met vondsten in de autonome regio Ningxia).

## Schade
De gevlekte langpootmug is zelden schadelijk voor gecultiveerde planten door wortelschade, zoals grassen (inclusief granen), suikerbieten, kool, vlas, zelden op naaldboomzaailingen. Ook bij aardbeien en bramen is kleinschalige schade geconstateerd. Het economische belang van plagen is laag.

## Taxonomie
De soort werd voor het eerst beschreven door Johann Wilhelm Meigen in 1804 als Tipula maculata. Later merkte hij op dat deze naam een homoniem is van Tipula maculata Linnaeus, 1758 en veranderde de naam in Tipula macculosa in 1818. Het was hem niet opgevallen dat deze naam ook een ouder homoniem Tipula maculosa Gmelin heeft in Linnaeus, 1790, d.w.z. het was in gebruik. Daarom moest kreeg het de vervangende naam Nephrotoma appendiculata (voor het eerst beschreven in 1919 als Pachyrhina appendiculata) door Claude Pierre (1875-1934).
Er worden twee ondersoorten onderscheiden:
- Nephrotoma appendiculata appendiculata (Pierre, 1919)
- Nephrotoma appendiculata pertenua Oosterbroek, 1978

Verspreid in het westelijke Middellandse Zeegebied, inclusief Noord-Afrika. Verschilt in de vorm van het aanhangsel van de negende abdominale stergiet aan het abdominale uiteinde van mannetjes. Vrouwtjes zijn niet van elkaar te onderscheiden. Typisch wat meer zwart gekleurd.